# Eleição municipal de Barcarena (Pará) em 2016
A eleição municipal de Barcarena em 2016 foi realizada para eleger um prefeito, um vice-prefeito e 15 vereadores no município de Barcarena, no estado brasileiro do Pará. Foram eleitos) e  para os cargos de prefeito(a) e vice-prefeito(a), respectivamente.Seguindo a Constituição, os candidatos são eleitos para um mandato de quatro anos a se iniciar em 1º de janeiro de 2017. A decisão para os cargos da administração municipal, segundo o Tribunal Superior Eleitoral, contou com 78 512 eleitores aptos e 9 656 abstenções, de forma que 12.3% do eleitorado não compareceu às urnas naquele turno.

## Antecedentes
Prefeito de Barcarena reeleito em 2016, Antônio Carlos Vilaça é mineiro, mas mudou-se para o Pará há mais de 30 anos. Já trabalhou autônomo em diversas áreas até virar motorista profissional. Em 2012 candidatou-se a prefeitura de Barcarena e foi eleito para seu primeiro mandato. Já o vice, Paulo Sérgio Matos de Alcantara, trabalhava como farmacêutico.

## Campanha
Além de Vilaça, mais dois candidatos concorriam a prefeitura: José Medeiros Morais pelo PROS e Laurivalzinho pela coligação Fé e Trabalho com o povo, mas o último teve sua candidatura indeferida.

## Resultados
Antônio Vilaça e Paulo Alcantara foram eleitos com 97.65% dos votos.

## Eleição municipal de Barcarena em 2016 para Prefeito
class='wikitable sortable wd_can_edit' style='width:100%'
| Candidato(a) | Vice | Coligação | Votos recebidos | Percentual \|- \| style="background-color:#9aed9e;" \| Antonio Carlos Vilaça (PSC) \| style="background-color:#9aed9e;" \| Paulo Sérgio Matos de Alcantara \| style="background-color:#9aed9e; text-align: center" \| União pelo Trabalho Por um Futuro Melhor \| style="background-color:#9aed9e; text-align: center" \| 36055 \| style="background-color:#9aed9e; text-align: center" \| 97.65% \|- \| style="background-color:#f8f9fa;" \| José Medeiros Morais (PROS) \| style="background-color:#f8f9fa;" \| Reinaldo Almeida Sousa \| style="background-color:#f8f9fa; text-align: center" \| Partido Republicano da Ordem Social (sem coligação) \| style="background-color:#f8f9fa; text-align: center" \| 869 \| style="background-color:#f8f9fa; text-align: center" \| 2.35% \|- \| style="background-color:#f8f9fa;" \| Laurival Magno Cunha (PSDB) \| style="background-color:#f8f9fa;" \| Carlos Alberto Pinto da Silva \| style="background-color:#f8f9fa; text-align: center" \| Fe e Trabalho Com o Povo \| style="background-color:#f8f9fa; text-align: center" \| 0 \| style="background-color:#f8f9fa; text-align: center" \| 0% |
| ------------ | ---- | --------- | --------------- | --- |

### Eleição municipal de Barcarena em 2016 para Vereador
Na decisão para o cargo de vereador na eleição municipal de 2016, foram eleitos 15 vereadores com um total de 66 408 votos válidos. O Tribunal Superior Eleitoral contabilizou 1 162 votos em branco e 1 286 votos nulos. De um total de 78 512 eleitores aptos, 9 656 (12.3%) não compareceram às urnas.
| Nome                                  | Partido político                               | Coligação                              | Votos recebidos | Percentual |
| ------------------------------------- | ---------------------------------------------- | -------------------------------------- | --------------- | ---------- |
| Jose Maria Rodrigues Junior           | Partido da República (PR)                      | Partido da República (sem coligação)   | 2945            | 4.43%      |
| Thiago Lima Rodrigues                 | Partido Social Cristão (PSC)                   | Partido Social Cristão (sem coligação) | 2014            | 3.03%      |
| Lauro Custódio Campos da Cunha Junior | Partido Republicano Progressista (PRP)         | Fe e Determinação                      | 1753            | 2.64%      |
| Luis do Socorro Tavares Rodrigues     | Partido Trabalhista Brasileiro (PTB)           | Caminhando Junto por Barcarena         | 1606            | 2.42%      |
| Laurival Magno Cunha Junior           | Partido da Social Democracia Brasileira (PSDB) | Fé e Dedicação com o Povo              | 1570            | 2.36%      |
| Wandson Moacir Correa de Oliveira     | Partido Social Democrático (PSD)               | Fé e Dedicação com o Povo              | 1546            | 2.33%      |
| Lucia Conceição Anjos do Nascimento   | Partido Social Cristão (PSC)                   | Partido Social Cristão (sem coligação) | 1439            | 2.17%      |
| João Maciel Batista                   | Partido Social Cristão (PSC)                   | Partido Social Cristão (sem coligação) | 1435            | 2.16%      |
| Franklin Tavernard Sales Costa        | Partido da República (PR)                      | Partido da República (sem coligação)   | 1266            | 1.91%      |
| Luiz da Costa Leao                    | Partido Democrático Trabalhista (PDT)          | União pelo Valor do Cidadão            | 1250            | 1.88%      |
| Francisco Alves Braga Filho           | Partido Republicano Brasileiro (PRB)           | Fé e União pelo Povo                   | 1241            | 1.87%      |
| Jose Ilson de Melo Teles              | Partido da República (PR)                      | Partido da República (sem coligação)   | 1224            | 1.84%      |
| Francisco Furtado E Silva Junior      | Partido Republicano Brasileiro (PRB)           | Fé e União pelo Povo                   | 1124            | 1.69%      |
| Bruno Renato dos Santos Martins       | Partido da Mobilização Nacional (PMN)          | União por Barcarena                    | 956             | 1.44%      |
| Maria Rozilda da Silva Ribeiro        | Partido Trabalhista Cristão (PTC)              | Fe e Determinação                      | 944             | 1.42%      |

## Análise
A vitória do Vilaça para prefeito foi extremamente folgada com 97.65% dos votos. Em 2017, o prefeito foi pego com uma pistola no carro durante uma abordagem de rotina da Polícia Rodoviária Federal, foi levado para a delegacia de Castanhal, mas o advogado da prefeitura afirmou que a arma não era de Antônio Carlos.
O prefeito nascido em Minas Gerais foi homenageado em 2017 com o título de Cidadão Barcarenense por proposição do presidente da Câmara Municipal, Júnior Ogawa.